# Луций Юлий Вестин
Лу́ций Ю́лий Вести́н (лат. Lucius Iulius Vestinus; II век) — древнеримский филолог и грамматик, политический деятель.

## Биография
Луций Юлий был потомком префекта Египта в 60—62 годах, носившего то же имя. В начале карьеры занимал дуценарную должность archiereus Alexandriae et Aegypti (одного из руководителей города Александрия Египетская). Впоследствии возглавлял греко-римскую библиотеку в Риме («a bibliothecis Romanis et Graecis») и ведомство по научным исследованиям («a studiis»).
В первой половине 130-х годов император Адриан назначил Вестина своим личным секретарём. С этого момента Луций Юлий отвечал за переписку императора с высшими чиновниками, городами и частными лицами с высоким социальным статусом.

## Творчество
Луций Юлий активно занимался научной деятельностью, в частности филологией и грамматикой, особенно во время пребывания в Египте. Он издал сокращённые латинские переводы энциклопедического словаря известного лексикографа эпохи эллинизма Памфила Александрийского, а также произведений Демосфена, Фукидида, Исократа и Исея Ассирийского. Всё это сохранилось только в отрывках, включённых в т. наз. Лексикон Свиды.

## Источник
- Millar. The Emperor in the Roman World (31 B. C. — A. D. 337). App. III. — New York, 1977. — P. 88.